# Misgolas gracilis
Misgolas gracilis là một loài nhện trong họ Idiopidae.
Loài này thuộc chi Misgolas. Misgolas gracilis được William Joseph Rainbow & Pulleine miêu tả năm 1918.